# Goniagnathus guttulinervis
Goniagnathus guttulinervis är en insektsart som beskrevs av Carl Ludwig Kirschbaum 1868. Goniagnathus guttulinervis ingår i släktet Goniagnathus och familjen dvärgstritar. Inga underarter finns listade i Catalogue of Life.